# Sherman Antitrust Act
Pour les articles homonymes, voir Antitrust.
Le Sherman Anti-Trust Act du 2 juillet 1890 est la première tentative du gouvernement américain de limiter les comportements anticoncurrentiels des entreprises : il signe ainsi la naissance du droit de la concurrence moderne. 
La loi américaine porte le nom du sénateur John Sherman de l'Ohio qui s'éleva contre le pouvoir émergent de certaines entreprises constituées en quasi-monopoles : « Si nous refusons qu'un roi gouverne notre pays, nous ne pouvons accepter qu'un roi gouverne notre production, nos transports ou la vente de nos produits. »
L'expression d'« anti-trust » vient du fait que la proposition de loi visait à contrer les agissements d'un groupe pétrolier, la Standard Oil, qui était constitué en trust et non sous la forme d'une société dont les droits étaient, à l'époque, limités. Ironiquement, lorsque la Standard Oil fut démantelée, elle avait pris déjà la forme d'une société et le Sherman Antitrust Act ne s'appliqua plus guère aux trusts. Il est complété par le Clayton Antitrust Act de 1914. 
La législation américaine a servi de modèle à l'élaboration des textes fondamentaux de plusieurs droits de la concurrence à travers le monde. Elle s'est elle-même inspirée des premières réformes américaines ayant réussi dans ce domaine, comme la loi nationale sur le télégraphe aux États-Unis en 1866: le premier projet de loi d'envergure fédérale dans ce domaine a été adopté l'année de son dépôt et s'inspirait lui-même du New York Telegraph Act de 1848.

## Origines vengeresses de la législation
L'historien et économiste libertarien Murray Rothbard met en évidence les origines vengeresses de cette législation dans son ouvrage The Progressive Era,, de même que l'historien Robert Bradley Jr.. Ils ont tous les deux contribué à dévoiler les motivations vengeresses qui ont alimenté les contributions du sénateur de l'Ohio, John Sherman à la rédaction de législation qui porte son nom. 
Voulant devenir président, il tenta sa dernière chance (puisqu'il avait passé la soixantaine) en 1888, afin d'être nommé candidat républicain. Mais il a dû s'incliner devant l'arriviste Benjamin Harrison, sénateur de l'Indiana. Il considéra Russell Alexander Alger responsable de sa défaite. Selon lui, Alger aurait corrompu les délégués du Sud. Pour se venger, il attendit que ce dernier soit mis en difficulté pour l'attaquer.
Or Alger baigna par la suite dans l'affaire Richardson vs Buhl. Dans cette affaire, Alger avait, avec d'autres partenaires fait crédit à la Richardson Match Company dans le but d'acheter plus tard la Diamond Match Company (en) afin de gagner une position de monopole sur le marché des allumettes. Mais il y eut des dissensions quant aux paiements dus et les parties plaignantes se sont présentées à la Cour Suprême du Michigan qui rendit son verdict le 15 novembre 1889. Mais la Cour Suprême était largement composée de fervents opposant aux monopoles. Elle préféra abandonner l'affaire plutôt que de participer au renforcement du monopole qui résulterait de sa décision – celle de rendre justice à l'une ou l'autre des parties. Mais elle souligna le rôle prétendument prépondérant d'Alger dans la Diamond Match Company.
Sherman passa un temps considérable à pousser l'introduction d'une législation anti-trust, en invoquant l'affaire qu'il baptisa David M. Richadson v. Russel A. Alger et al., en citant de nombreux paragraphes de l'affaire, mais sans jamais faire mention de l'opinion minoritaire qui considérait qu'Alger n'avait qu'un rôle mineur dans cette affaire. L'objectif de Sherman était d'entacher l'image d'Alger auprès du public, en mentionnant de manière répétée son nom dans ses discours, alors même que son rôle était loin d'être central dans l'affaire. Le New York Times avait d'ailleurs noté à l'époque :
« Of course it was with reluctance that Mr. Sherman directed the attention of the Senate and the country to Gen. Alger’s connection with this « unlawful » combination, and to the fact that the Supreme Court of Gen. Alger’s own State had denounced the organization so emphatically... »
— New York Times

« Bien sur que c'est avec réticence que M. Sherman pointa l'attention du Sénat et du pays sur la connexion du général Alger dans cette combinaison « illicite », et sur le fait que la Cour Suprême du propre État du général Alger avait dénoncé l'organisation aussi énergiquement... »

## Contenu
La première section du Sherman act prohibe les ententes illicites qui restreignent les échanges et le commerce. 
La seconde section sanctionne les monopoles et les tentatives de monopoliser plus connues sous l'expression d'abus de position dominante.
En revanche, les concentrations entre entreprises échappent au champ du Sherman Act et furent l'objet du Clayton Antitrust Act de 1914. 
Outre la sanction des entreprises coupables et notamment leur démantèlement, ces deux lois donnent au ministère de la Justice américain (US DOJ) le pouvoir d'adresser des injonctions aux entreprises poursuivies. 
D'une amende de 5 000 dollars américains et/ou d'une peine de un an d'emprisonnement, les peines pénales prévues par le Sherman Act ont été progressivement augmentées pour atteindre 100 millions de dollars d'amende pour une entreprise et à dix ans d'emprisonnement pour une personne physique, notamment les dirigeants.
Le Sherman Act est codifié à l'article 15 (§ 1 à § 7) de l'United States Code (U.S.C.)

## Exemples
- American Tobacco fut démantelée en 1911 sur la base du Sherman Antitrust Act.
- Standard Oil fut poursuivie par le gouvernement américain le 8 novembre 1906 et démantelée par décision du 5 mai 1911.
- AT&T fut démantelée le 8 janvier 1982 après 6 ans de procédure du ministère de la Justice américain. Ce cas passe pour le plus emblématique.
- À partir de 1982, IBM fit l'objet d'une instruction sur le fondement du Sherman Act mais les poursuites furent abandonnées.
- Microsoft fut également poursuivie pour infraction au Sherman Act à partir de 1997. Les poursuites furent abandonnées après une transaction[réf. nécessaire] en 2002 sous la présidence de George W. Bush.
- Apple  est poursuivi et condamné pour infraction aux lois "antitrust" : constitution d'entente illicite ('cartel') avec 5 éditeurs numériques en 2013 (ceux-ci ont passé un accord avec le DOJ pour éviter une amende plus lourde lors d'un procès : Hachette, HarperCollins, Simon & Schuster (2012/09) ; Penguin (2012/12); Macmillan (2013/02).)